# Gmina Bjuv
Gmina Bjuv (szw. Bjuvs kommun) – gmina w Szwecji, w regionie Skania, z siedzibą w Bjuv.
Pod względem zaludnienia Bjuv jest 160. gminą w Szwecji. Zamieszkuje ją 13 892 osób, z czego 49,63% to kobiety (6894) i 50,37% to mężczyźni (6998). W gminie zameldowanych jest 914 cudzoziemców. Na każdy kilometr kwadratowy przypada 119,31 mieszkańca. Pod względem wielkości gmina zajmuje 269. miejsce.